# Dendrochen robusta
Dendrochen robusta är en utdöd fågel i familjen änder inom ordningen andfåglar. Den beskrevs 1944 utifrån fossila lämningar från miocen funna i South Dakota, USA.